# Valle di Ollomont
Valle di Ollomont – dolina we Włoszech, w Alpach Pennińskich, w regionie Dolina Aosty. W miejscowości Valpelline odchodzi na północny zachód od doliny Valpelline i dochodzi do masywów Mont Gelé, Grand Combin i Mont Velàn na granicy włosko-szwajcarskiej.
Od wschodu dolinę ogranicza boczny grzbiet masywu Mont Gelé, m.in. ze szczytami Mont Morion (3487 m), Mont Clapier (3437 m) i Mont Berrio (3075 m). Oddziela on dolinę Valle di Ollomont od doliny Valpelline.
Od zachodu dolinę ogranicza boczny grzbiet masywu Mont Velàn (odchodzący od szczytu Corni del Velàn – 3621 m) m.in. ze szczytami Punta Salliaousa (3328 m) i Mont Saron (2681 m). Oddziela on dolinę Valle di Ollomont od doliny Valle del Gran San Bernardo.

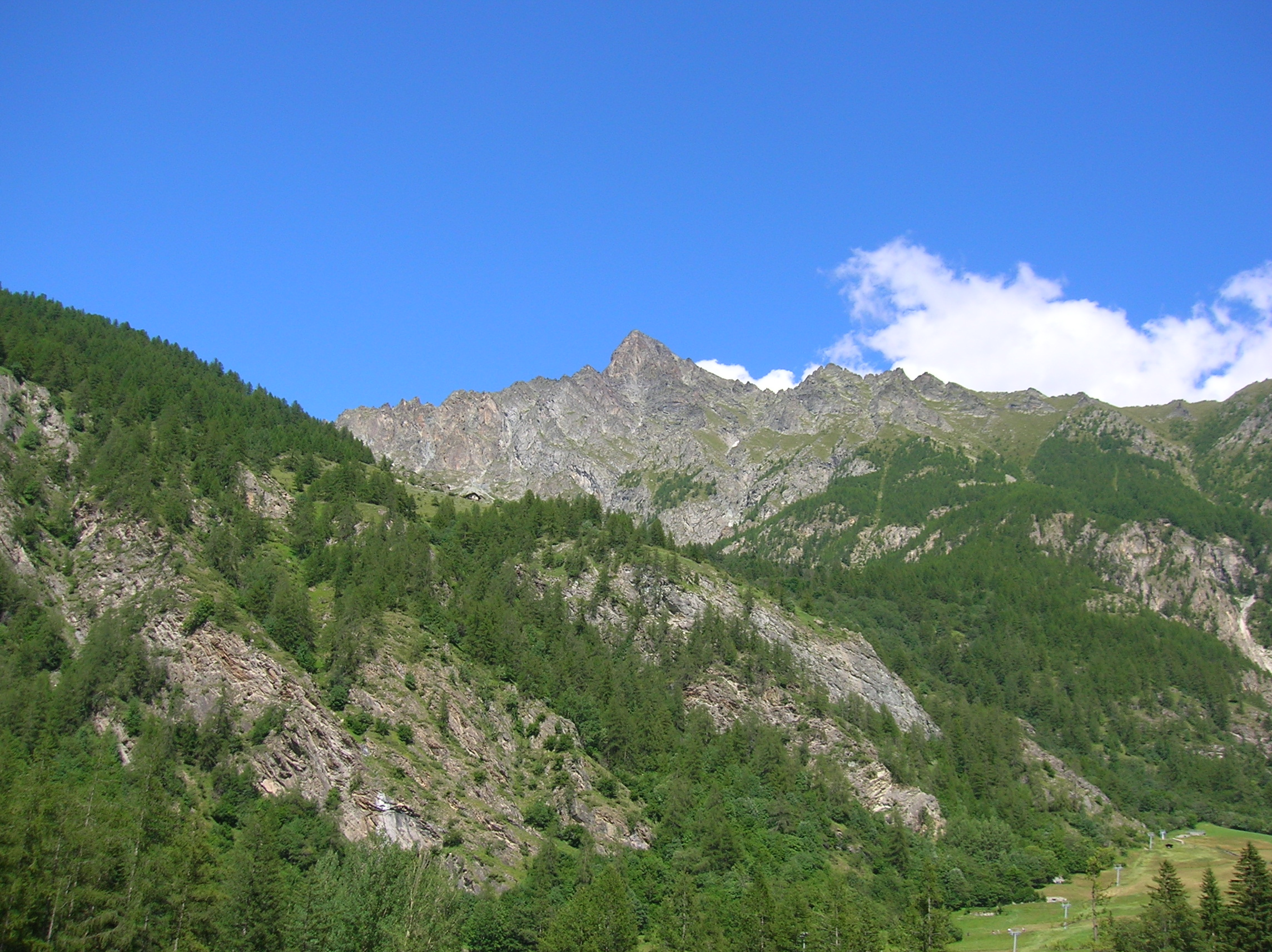
Szczyt Mont Berrio

Doliną płynie potok Ollomont uchodzący do rzeki Buthier w miejscowości Valpelline.
Największą miejscowością w dolinie jest Ollomont. Inne miejscowości to Vaud, Bariard i Voueces.